# Melissa P. – Mit geschlossenen Augen
Melissa P. – Mit geschlossenen Augen (Originaltitel: Melissa P.) ist ein italienisch-spanisches Erotikdrama aus dem Jahr 2005 von Luca Guadagnino, der auch am Drehbuch schrieb. In der titelgebenden Hauptrolle ist die Spanierin María Valverde zu sehen.

## Handlung
Melissa ist ein schüchternes 15-jähriges Mädchen, das bei ihrer Mutter Daria und ihrer Großmutter Elvira lebt. Ihr Vater arbeitet im Ausland auf einer Bohrinsel. Sie hat eine enge Beziehung zu ihrer Großmutter, fühlt sich aber zunehmend von ihrer Mutter entfremdet. An einem Sommernachmittag besuchen Melissa und ihre Freundin Manuela eine Poolparty im Haus von Daniele, einem wohlhabenden, attraktiven Mitschüler, in den Melissa verliebt ist. Daniele nimmt Melissa mit an einen abgelegenen Ort, wo sie sich eine Weile unterhalten. Er verführt Melissa dazu, ihn oral zu befriedigen. Diese Begegnung verstärken Melissas Gefühle für Daniele.
Nach gescheiterten Versuchen, Danieles Aufmerksamkeit zu erregen, geht Melissa in eine Bar, in der er mit seinen Freunden herumhängt. Daniele nimmt Melissa dann mit in seine Wohnung, und sie verliert ihre Jungfräulichkeit. Sie sagt ihm, dass sie ihn liebt, aber er weist sie kalt zurück. Gedemütigt schwört Melissa, sich nie wieder von jemandem verletzen zu lassen und nur an ihr eigenes Vergnügen zu denken.
Melissas Eltern entscheiden, dass es am besten ist, Elvira aufgrund ihres Herzleidens in ein Pflegeheim zu schicken, was einen weiteren Keil zwischen Melissa und ihre Mutter treibt. Als Elvira zu Weihnachten nach Hause kommt, spürt sie, dass Melissa eine schwere Zeit durchmacht und versucht Daria zu alarmieren, die völlig ahnungslos bleibt.
Eines Tages erhält Melissa einen Anruf von Daniele, der ihr sagt, er habe eine Überraschung für sie und bittet sie darum, zu ihm zu kommen. Bei ihm zu Hause drängen Daniele und sein Freund Arnaldo sie zu einem Dreier. Obwohl sie anfangs zögert, beschließt Melissa, die Kontrolle über die Situation zu übernehmen und ihre Sexualität zu erforschen. In der Schule fällt Melissas Tagebuch, in dem sie ihre sexuellen Begegnungen beschreibt, in die Hände einer Mitschülerin, die es anderen Schülern, darunter auch Manuela, spöttisch vorliest. Melissa macht Manuela dafür verantwortlich, und die beiden streiten sich.
Arnaldo ruft Melissa an und bittet sie um ein Treffen. Er bringt sie in einen Keller, wo er ihr die Augen verbindet und sie Oralsex mit ihm und vier anderen jungen Männern hat. Als Daria nach Hause kommt, stellt sie mit Sorge fest, dass Melissa nicht zu Hause ist. Sie geht in Melissas Zimmer, findet ihr Tagebuch und ist schockiert über den Inhalt. Während sie erfolglos versucht, Melissa anzurufen, sucht Daria Elvira im Pflegeheim auf und findet sie tot vor.
Währenddessen trifft sich Melissa mit einem älteren Mann in dessen Wohnung. Sie hat ihn in einem Chatroom kennengelernt. Der Mann genießt es, sich von ihr auspeitschen zu lassen. Er wird jedoch bald gewalttätig und peitscht seinerseits Melissa aus. Sie schafft es zu fliehen und eilt ins Pflegeheim. Als sie von ihrer Mutter mit ihrem Tagebuch konfrontiert wird, bestätigt Melissa, dass die Dinge, die sie darin geschrieben hat, wahr sind. Die beiden umarmen sich weinend und Daria entschuldigt sich, dass sie sich nicht mehr um ihre Tochter gekümmert hat.
Am letzten Schultag versöhnen sich Melissa und Manuela. Arnaldo beichtet Daniele, dass er Sex mit seiner Freundin hätte. Ein schüchterner, exzentrischer Schüler namens Marco, der schon lange in Melissa verliebt ist, fasst endlich den Mut, sich ihr zu nähern. Er sagt, er wechselt auf eine Kunstschule und zeigt ihr ein Notizbuch mit Skizzen, die er von ihr gemacht hat. Er zeichnet eine letzte Skizze von ihr, bevor sie sich auf die Wange küssen. Nachdem Marco gegangen ist, taucht Daniele auf und lädt Melissa zu seiner Party am Abend ein; sie stimmt widerstrebend zu. Auf der Party springt Melissa von einer Klippe ins Meer, während Manuela, Daniele und andere Partygänger bewundernd zuschauen. Dann taucht sie mit einem Lächeln im Gesicht an der Oberfläche auf. Melissa und ihre Mutter bringen Blumen zu Elviras Grab und die beiden umarmen sich.

## Hintergrund
Der Film basiert auf den 2004 anonym erschienenen Roman Mit geschlossenen Augen der damals 18-jährigen Melissa Panarello, dessen Status als Autobiografie umstritten ist.
Gedreht wurde im italienischen Lecce. Filmeditor war Walter Fasono, mit dem Guadagnino seit seinem Erstlingsfilm in der Regel zusammenarbeitet. Für Kameramann Mario war es nach Cuoco Contadino (2004) der zweite und letzte gemeinsame Film mit Guadagnino.
Der Film wurde am 18. November 2005 in Italien und am 24. Februar 2006 in Spanien von Columbia Pictures veröffentlicht. Er spielte weltweit geschätzt knapp 7,5 Mio. US-Dollar ein.

## Rezeption
„Der auf einer authentischen Geschichte beruhende Film, dessen autobiografische Vorlage im katholischen Italien für Irritationen sorgte, setzt sich nicht uninteressant mit bigotten und überkommenen Strukturen auseinander.“

„Gut gespielt, letztlich aber arg prätentiös.“

Cinema lobt Regisseur Luca Guadagnino dafür, dass er die sexuellen Szenen optisch relativ dezent umsetzt. Kritisiert werden die Dialoge, die als banal abgestempelt werden. Auch die Psychologie im Film wird mit flach eher schwach bewertet.